# Secretaría de Estado de Comercio
La Secretaría de Estado de Comercio (SEC) de España es el órgano superior del Ministerio de Economía, Comercio y Empresa que, bajo la superior dirección del ministro, asume las funciones relativas a la definición, desarrollo y ejecución de la política comercial del Estado, en lo que se refiere al comercio exterior e interior, incluido el intracomunitario, así como a la estrategia competitiva de la política de internacionalización, las inversiones exteriores y las transacciones exteriores, y a las actividades de promoción e internacionalización de las empresas españolas que en estas materias corresponden a la Administración General del Estado.

## Historia
La Secretaría de Estado de Comercio fue creada por Real decreto de 6 de marzo de 1981 con el objetivo de coordinar las materias de economía y comercio internacional que tenía asignadas el Ministerio de Economía y Comercio. La estructura establecida en diciembre de 1982 le otorgaba el control sobre una Secretaría General de Comercio y las direcciones generales de Política Comercial, de Política Arancelaria e Importación, de Exportación, de Transacciones Exteriores, y de Comercio Interior.
Sin apenas cambios en un lustro, en 1987 se suprimen las direcciones generales de Política Arancelaria e Importación y de Exportación y aparecen las direcciones generales de Comercio Exterior y de Defensa de la Competencia.
Un cambio relevante se produce en 1996 cuando se cambia la denominación a Secretaría de Estado de Comercio, Turismo y de la Pequeña y Mediana Empresa al adscribirse a este órgano superior los organismos Instituto de la Pequeña y Mediana Empresa Industria y el Instituto de Turismo de España. A raíz de esto, la estructura de la Secretaría de Estado se vertebra a través de las direcciones generales de Comercio Interior, de Comercio Exterior, de Política Comercial e Inversiones Exteriores, de Política de la Pequeña y Mediana Empresa, y de Turismo.
A partir del año 2000 se establece una simbiosis entre las competencias turísticas y comerciales, denominándose Secretaría de Estado de Comercio y Turismo entre 2000 y 2004 y Secretaría de Estado de Turismo y Comercio entre 2004 y 2008. Durante este periodo de ocho años, apenas hay modificaciones en sus funciones, salvo que en el último periodo pierde competencias en financiación internacional. Asimismo, durante el segundo periodo pasa a estructurarse principalmente a través de secretarías generales.
A partir de 2008 y hasta hoy en día, ambas competencias han estado separadas teniendo sus propios órganos superiores.
En noviembre de 2023 fue adscrita de nuevo al Ministerio de Economía, Comercio y Empresa, manteniendo funciones y estructura.

## Estructura
La SEC se estructura a través de los siguientes órganos:
- La Dirección General de Comercio Internacional e Inversiones.
- La Dirección General de Política Comercial.
- La Subdirección General de Estudios y Prospección Comercial, a la que le corresponde realizar las estadísticas, las predicciones, los informes y los estudios necesarios para asistir a la Secretaría de Estado en el ejercicio de sus funciones, así como impulsar investigaciones de carácter comercial, garantizar la transparencia pública de la información comercial y realizar evaluaciones a los instrumentos, medidas y procedimientos de la política comercial.
- La Subdirección General de Estrategia Comercial y Seguridad Económica, a la que le corresponde colaborar en asuntos de inteligencia económica y comercial, el diseño de estrategias comerciales y de internacionalización de empresas, la autorización de creación de Cámaras de Comercio y su tutela, así como el fomento del asociacionismo en el ámbito comercial.
- El Gabinete, como órgano de asistencia inmediata al Secretario de Estado.

Para el asesoramiento jurídico de la Secretaría de Estado de Comercio existe una Abogacía del Estado, integrada orgánicamente en la del departamento.

### Adscripciones
Se adscribe al Ministerio de Economía, Comercio y Empresa, a través de la Secretaría de Estado de Comercio, el Instituto Español de Comercio Exterior (ICEX), cuya presidencia ostenta el secretario de Estado de Comercio.
Asimismo, dependen directamente del Secretario de Estado de Comercio, cuyas presidencias ostenta, la Junta Superior Arancelaria, la Comisión Interministerial de coordinación de la participación española en la Conferencia de las Naciones Unidas para el Comercio y Desarrollo (CI UNCTAD), la Comisión interministerial para las negociaciones en la Organización Mundial de Comercio (CIOMC), la Comisión de Riesgos por cuenta del Estado (CRE), así como la Junta Interministerial Reguladora del Comercio Exterior de Material de Defensa y Doble Uso (JIMDDU).
Corresponde a la persona titular de la Secretaría de Estado de Comercio la tutela y la supervisión de la gestión del instrumento de cobertura por cuenta del Estado de los riesgos de la internacionalización de la economía española, de acuerdo con la normativa vigente en esta materia y de la Compañía Española de Seguros de Crédito a la Exportación (CESCE).
Las Direcciones Territoriales y Provinciales de Comercio dependen orgánicamente del Ministerio de Economía, Comercio y Empresa a través de la Secretaría de Estado de Comercio y, funcionalmente, de los órganos superiores o directivos de este Ministerio por razón de las materias objeto de su actuación.
Las Oficinas Económicas y Comerciales en el exterior dependen funcional y administrativamente de este Ministerio a través de la Secretaría de Estado de Comercio.

## Junta Interministerial Reguladora del Comercio Exterior de Material de Defensa y Doble Uso
La Junta Interministerial Reguladora del Comercio Exterior de Material de Defensa y Doble Uso (JIMDDU), creada en 1971 y adscrita a la Secretaría de Estado de Comercio (SEC), es el máximo órgano de evaluación de las operaciones relativas al comercio exterior del material de defensa y doble uso. De forma genérica, se encarga de realizar los informes necesarios para que la SEC decida sobre la autorización o rechazo de las exportaciones de material militar, policial u otro tipo de armamento fabricado en España. La Junta está formada por representantes de los ministerios de Economía, de Defensa, de Asuntos Exteriores, de Hacienda y de la Presidencia del Gobierno.
Para mayor control, existe un Registro Especial de Operadores de Comercio Exterior de Material de Defensa y de Doble Uso (REOCE) donde se inscriben los datos correspondientes a los operadores de comercio exterior de material de defensa, de otro material y de productos y tecnologías de doble uso que realicen actividades sometidas a control por la Ley 53/2007, de 28 de diciembre, sobre el control del comercio exterior de material de defensa y de doble uso, y su reglamento de desarrollo.
Con datos de 2023, en este año la Secretaría de Estado autorizó exportaciones de armamento por valor de 19 322,86 millones de euros, si bien solo se llegaron a ejecutar 4294,19 millones, un 22,2 % del total. Estos casi 19 323 millones se dividieron en material de defensa (15 703,3), material antidisturbios (3,33 millones), armas de caza y tiro deportivo (353,79 millones) y doble uso (3262,48 millones).

## Presupuesto
La Secretaría de Estado de Comercio tiene un presupuesto asignado de 440 933 620 € para el año 2023 —últimos presupuestos aprobados y prorrogados para 2024 y 2025—. De acuerdo con los Presupuestos Generales del Estado para 2023, la SEC participa en cuatro programas:
| N.º Programa                                             | Programa | Dotación      | Ref.   |
| -------------------------------------------------------- | --- | ------------- | ------ |
| 421M                                                     | Dirección y Servicios Generales de Economía, Comercio y Empresa                                                                          | 6 837 930 €   | [ 15 ] |
| 421M                                                     | Dirección y Servicios Generales de Economía, Comercio y Empresa a través de la Dirección General de Comercio Internacional e Inversiones | 2 954 720 €   | [ 15 ] |
| 431A                                                     | Promoción comercial e internacionalización de la empresa                                                                                 | 82 923 060 €  | [ 16 ] |
| 431A                                                     | Promoción comercial e internacionalización de la empresa a través de la Dirección General de Comercio Internacional e Inversiones        | 266 401 920 € | [ 16 ] |
| 431A                                                     | Promoción comercial e internacionalización de la empresa a través de la Dirección General de Política Comercial                          | 60 850 350 €  | [ 16 ] |
| 431N                                                     | Ordenación del comercio exterior | 2 273 740 €   | [ 17 ] |
| 431N                                                     | Ordenación del comercio exterior a través de la Dirección General de Comercio Internacional e Inversiones                                | 3 842 230 €   | [ 17 ] |
| 431N                                                     | Ordenación del comercio exterior a través de la Dirección General de Política Comercial                                                  | 4 245 600 €   | [ 17 ] |
| 431O                                                     | Ordenación y modernización de las estructuras comerciales a través de la Dirección General de Política Comercial                         | 10 604 070 €  | [ 18 ] |
| Total presupuesto de la Secretaría de Estado de Comercio | Total presupuesto de la Secretaría de Estado de Comercio                                                                                 | 440 933 620 € |        |

## Secretarios de Estado
Corresponde al Secretario de Estado de Comercio la supervisión de la gestión del seguro de crédito a la exportación por cuenta del Estado realizada por la Compañía Española de Seguros de Crédito a la Exportación.
- Agustín Hidalgo de Quintana Torroba (1981-1982)
- Luis de Velasco Rami (1982-1986)
- Miguel Ángel Fernández Ordóñez (1986-1988)
- Apolonio Ruiz Ligero (1988-1991)
- Miguel Ángel Feito Hernández (1991-1993)
- Apolonio Ruiz Ligero (1993-1996)
- José Manuel Fernández Norniella (1993-1998)
- Elena Pisonero Ruiz (1998-2000)
- Juan Costa Climent (2000-2003)
- Francisco Utrera Mora (2003-2004)
- Pedro Mejía Gómez (2004-2008)
- Silvia Iranzo Gutiérrez (2008-2010)
- Alfredo Bonet Baiget (2010-2011)
- Jaime García-Legaz Ponce (2011-2016)
- María Luisa Poncela García (2016-2018)
- Xiana Margarida Méndez Bértolo (2018-2024)
- Amparo López Senovilla (2024-presente)[19]

## Nota
1. ↑  Según el Reglamento (CE) n.º 428/2009 del Consejo, de 5 de mayo de 2009, se considera material de doble uso aquellos «productos, incluido el soporte lógico y la tecnología que puedan destinarse a usos tanto civiles como militares y que incluyen todos los productos que puedan ser utilizados tanto para usos no explosivos como para ayudar a la fabricación de armas nucleares u otros dispositivos nucleares explosivos».